# جنیو راسل
جنیو راسل (انگلیسی: Janieve Russell؛ زادهٔ ۱۴ نوامبر ۱۹۹۳) دونده زن اهل جامائیکا است.
وی در مسابقات کشوری و بین‌المللی در مجموع برندهٔ ۱ مدال طلا، ۱ مدال نقره، ۱ مدال برنز شده‌است.